# كامل الشرقي
كامل حمدي حسن الشرقي، شاعر وكاتب وإعلامي وهو كما ورد في موسوعة الأدباء والعلماء للمؤلف حميد المطبعي (من أسرة آل الشرقي العلمية الشهيرة في النجف حيث نبغ فيها فقهاء وشعراء ومحققون وقد بدأ المترجم له منذ حداثته يكتب في مجلات النجف وبغداد ومارس كتابة المقالة منذ عام 1962)
.

## نشأته
ولد كامل الشرقي عام 1945 م في مدينة النجف الأشرف في العراق وفيها اكمل دراسته الابتدائية والثانوية..وعن هذه الفترة ورد في ترجمته المنشورة في كتاب (تاريخ الأسرة الشرقية) لمؤلفه طالب علي الشرقي ما يلي : ومنذ ذلك الوقت كنت أرى كاملا يختلف عن بقية الصبية—وأنا كنت واحدا منهم في حبه للقراءة وما يتعلق بها. كان يدخر مصروفه اليومي الذي قد لا يتعدى العشرة فلوس ليشتري المجلات وكتب الشعر والروايات. ولو قدر لاحد أن يراقب ويسجل ما يمكنه أن يسجله من تفاصيل حياته ونشاطه ونتاجه في السنين التي سبقت نزوحه إلى بغداد لوجد نفسه أمام ظاهرة تستحق التأمل, أما إذا أدرك آثار الخزين الذي ينتظر الصقل والتهذيب لتحول تأمله إلى إعجاب بتلك الشخصية المفعمة بالحيوية والديناميكية والجموح الذي لا يشكمه عنان..فقد بدأ يكتب الشعر وينشره في مجلات النجف وبغداد وهو لم يبلغ الحلم، ومارس كتابة المقالة منذ عام 1962م....

## المواقع الإدارية التي شغلها
- عين رئيسا لتحرير مجلة الإذاعة والتلفزيون التي حولها إلى مجلة فنون عام 1975 واستمر فيها لغاية عام 1979.
- شغل خلالها منصب مدير تلفزيون بغداد إضافة إلى عمله.
- عين مستشارا صحفيا في سفارة العراق بالجزائر عام 1979 ولغاية 1982.
- عين مديرا للشؤون العربية في وزارة الثقافة والإعلام.
- شغل منصب رئيس تحرير مجلة ألف باء الأسبوعية عام 1983 ولمدة زادت على عشر سنوات.
- عين مديرا عاما لدائرة الإعلام في وزارة الثقافة والإعلام عام 1993م.

## نشاطاته
- ساهم بإصدار عدد من الملفات السياسية والإعلامية.
- نشر في مجلة المعارف النجفية كما نشر العديد من القصائد في الصحف والمجلات العراقية التي كانت تصدر في بغداد وكذلك في مجلة الأديب والآداب والديار البيروتية وانتقل إلى بغداد عام 1964 وبدأ نشاطه فيها
- عمل في الإذاعة العراقية رئيسا للقسم الثقافي ثم السياسي عام 1972وكتب لها عشرات التعليقات السياسية والاجتماعية
- عضو في اتحاد الأدباء والكتاب.
- عضو في نقابة الصحفيين العراقيين.
- عضو في اتحاد الصحفيين العرب منذ عام 1970م.
- وحضر العديد من المؤتمرات الثقافية والإعلامية وكان رئيسا للبعثة الإعلامية إلى مؤتمر القمة العربي الذي عقد في المغرب, ومؤتمر البرامج الثقافية التلفزيونية في يوغسلافيا ومؤتمر البرامج الإذاعية في ألمانيا, وشارك في الكثير من الندوات العربية العلمية والثقافية والإعلامية في المغرب ومصر وتونس وسوريا والجزائر والأردن والكويت وبريطانيا وألمانيا وروسيا بلغاريا ويوغسلافيا واليونان.
- حاصل على شهادة البكلوريوس في الصحافة من كلية الآداب في جامعة بغداد.
- ساهم مع عدد من الأدباء والكتاب بتأسيس تجمع الأدباء والكتاب المناهضين للاحتلال الأمريكي للعراق وأصبح مديرا لأعمال التجمع في القاهرة.